# Parafia św. Urszuli w Lichnowach
Parafia św. Urszuli w Lichnowach – parafia rzymskokatolicka w diecezji elbląskiej.
Do parafii należą wierni z miejscowości: Dąbrowa, Lichnowy, Lichnówki, Parszewo, Pordenowo, Tropiszewo. Tereny te znajdują się w gminie Lichnowy, w powiecie malborskim, w województwie pomorskim.
Kościół w Lichnowach został wybudowany przed 1321 rokiem. Jest jednym z najważniejszych obiektów gotyckich na Żuławach. Po pożarze w 1894 roku został odbudowany w latach 1897–1898. Posiada 1 wieżę oraz sygnaturkę, 1 nawę, drewniany strop oraz 3 ołtarze.

## Proboszczowie parafii św. Urszuli w Lichnowach w XX wieku
| imię i nazwisko            | daty urzędowania |
| -------------------------- | ---------------- |
| ks. Franz Lilienthal       | 1895–1920        |
| ks. Klemens Sierigk        | 1920–1928        |
| ks. Leon Dobberstein       | 1928–1930        |
| ks. Paul Glas              | 1931–1944        |
| ks. Maksymilian Piechowski | 1944–1954        |
| ks. Adam Szczepański       | 1954–1975        |
| ks. Jerzy Trepczyk         | 1975–1981        |
| ks. Roman Łabonarski       | 1981–1987        |
| ks. Jan Bugielski          | 1987–1989        |
| ks. Stanisław Błaszkowski  | 1989–1994        |
| ks. Jan Sindrewicz         | 1994–2007        |
| ks. Mirosław Mazur         | 2007–2024        |
| ks. Dariusz Polak          | od 2024          |